# A Bon Entendeur
A Bon Entendeur (ABE) ist eine Fernsehsendung, die dienstags von der Radio Télévision Suisse auf RTS Un ausgestrahlt wird. Die Sendung befasst sich mit Themen rund um den Konsumentenschutz. Sie gehört zu den am meisten angesehenen Sendungen auf RTS, der Marktanteil der 30-minütigen Sendung lag 2004–2006 bei 47 %.
Die Erstausstrahlung erfolgte am 19. Januar 1976 auf TSR. Die Sendung geht auf die Journalistin Catherine Wahli zurück, welche die Sendung bis 1993 produzierte und präsentierte.
Die Schwestersendung in der Deutschschweiz ist Kassensturz, mit der eine regelmässige Zusammenarbeit besteht.